# 남천초등학교 (경북)
남천초등학교는 대한민국 경상북도 경산시에 있는 공립 초등학교이다.

## 학교 연혁
- 1932년 12월 6일 남천공립보통학교로 개교(설립인가 3월 20일)
- 1938년 8월 13일 부설 금곡간이학교로 개교
- 1966년 3월 1일 금곡분교를 금곡국민학교로 독립
- 1981년 3월 5일 병설 유치원 개원
- 1996년 3월 1일 남천초등학교로 명칭 변경
- 2010년 3월 1일 금곡초등학교와 통합
- 2011년 2월 16일 77회 졸업(14명, 총 5139명)
- 2011년 9월 1일 금원섭 교장 부임
- 2013년 9월 1일 제21대 윤갑노 교장 부임
- 2014년 2월 14일 제80회 졸업(16명 졸업)

## 참고 자료
- 남천초등학교 - 한국교육학술정보원 학교알리미